# De Drie Huizen
De Drie Huizen, ook geschreven als de Driehuizen, is een landgoed in Brakkenstein, een wijk in het zuidoosten van de Nederlandse stad Nijmegen. Het is gelegen aan de Driehuizerweg 321-323-325-327-329 . Op het landgoed staat een monumentale boerderij uit de 19e eeuw. 

## Geschiedenis
De oudste vermelding van het landgoed dateert uit 1708. Het heet zo omdat er oorspronkelijk drie losse woonboerderijen stonden. Lange tijd was dit tevens de enige bebouwing aan de Driehuizerweg, die op deze manier aan zijn naam is gekomen. Later is de naam De Drie Huizen overgegaan op de buurtschap, die ontstond toen er meer steeds bebouwing kwam.
In 1868 werd het landgoed opgekocht door de Duitse zakenman Bernhard Bahlmann, die sinds 1855 het in opdracht van hemzelf gebouwde landgoed Gelders Hof aan de Postweg bewoonde. Bahlman liet de drie boerderijen afbreken en verving ze door de huidige monumentale boerderij, die hij in een Duitse stijl vormgaf. Bahlman liet zijn twee kleinzoons de eerste steen leggen, met een opschrift. De familie breidde het landgoed in de decennia daarna verder uit tot aan de Nijmeegsebaan (in het oosten), de d'Almarasweg (in het noorden) en de Sionsweg (in het zuiden). Het uiteindelijke oppervlak bedroeg zo'n 100 hectare.
In 1901 kocht de steenfabrikant A.P.A. Terwindt het landgoed op. Terwindt verpachtte de schuren van de boerderij aan de boeren in de omgeving en liet zijn eigen kinderen het woongedeelte betrekken. Een deel van de boerderij verhuurde hij als woning.
In de loop van de 20e eeuw ging de staat van de boerderij sterk achteruit. In 1988 stortte een van de bouwvallig geworden schuren in; dat was vlak nadat het gebouw tot gemeentelijk monument (nr. 274) was verklaard. In 1994 kocht de gemeente de rest van de boerderij op, om verder verval te voorkomen. Twee jaar later werd de boerderij doorverkocht aan Hank Nooteboom, die een restauratie doorvoerde. De rest van het landgoed is nog altijd eigendom van de erfgenamen van Terwindt.

## Kenmerken
Het gebouw is volledig bepleisterd. Het gedeelte van de boerderij dat aan de weg ligt (een van de vroegere schuren), is oorspronkelijk het achterhuis.
Naast de boerderij zelf staat een bakhuis met een geheel witte bepleistering.